# Primo Conti
(dedica di Luigi Pirandello sulla fotografia con il pittore per la prima posa del suo ritratto)
Umberto Primo Conti (Firenze, 16 ottobre 1900 – Fiesole, 12 novembre 1988) è stato un pittore, compositore e scrittore italiano.

## Biografia
Già a otto anni iniziò ad interessarsi di pittura, ed un suo autoritratto dipinto all'età di 11 anni ebbe un notevole riscontro tra i critici.
Nel 1913 compose l'opera musicale Romanza per violino e pianoforte ed ebbe un primo incontro con i futuristi fiorentini, dal quale scaturì in Conti un interessamento verso lo stile del movimento, che crebbe finché nel 1917, incontrato Giacomo Balla a Roma e Filippo Tommaso Marinetti a Napoli, lo indusse ad aderire al movimento futurista.
Al Futurismo darà il suo contributo fondamentale con i dipinti e i disegni eseguiti tra il 1917 e il 1919, anno in cui il suo stile si evolse verso una visione metafisica.
Nel 1930 sposò Munda Cripps, dalla quale ebbe due figlie; in questi anni le sue opere trassero ispirazione dalla vita familiare: Bambina e farfalla; Bambina con coniglio di gomma; Ritratto della moglie; Frutta dall'alto; Nudino.
Dal 1935 al 1939 collaborò al Maggio Musicale Fiorentino con scenografie, bozzetti e costumi; nel 1941 divenne titolare della cattedra di pittura dell'Accademia di belle arti di Firenze. Dal 1947 al 1957 fu presidente della Società delle Belle Arti e in tale veste favorì la sua fusione (29 ottobre 1957) con il Circolo degli artisti di Firenze - Casa di Dante, presieduto dall'avvocato Renato Zavataro che ne assunse poi la presidenza dal 1958 al 1960. Tra il 1948 e il 1963 attraversò una profonda vocazione mistica ed entrò a far parte dell'Ordine Francescano. Nel 1983 pubblicò la sua autobiografia dal titolo La gola del merlo.
Nel frattempo, nel 1980, aveva perfezionato, con la donazione della sua villa a Fiesole, della sua collezione di opere pittoriche e del suo archivio, la creazione di una Fondazione dedicata alle avanguardie storiche, che ancora oggi gestisce il Museo Primo Conti.

## Alcune opere
- Leonida Repaci, ritratto, Casa della cultura, Palmi;[1]
- Albertina Repaci, ritratto, Casa della cultura, Palmi;
- Animali, dipinto, Casa della cultura, Palmi;
- Figura femminile, dipinto, Casa della cultura, Palmi;
- Figura maschile, dipinto, Casa della cultura, Palmi;
- Saltimbanco, Olio su tela, Museo Novecento, Firenze.
- La gola del merlo: memorie provocate da Gabriel Cacho Millet, Sansoni, Firenze 1983 - Premio Speciale Viareggio 1984[2]
- Primo bozzetto per l'ondata bolscevica, olio su tela, MAGI '900, Pieve di Cento (BO)